# چون من دروغ نمی‌گویم
چون من دروغ نمی‌گویم (به هندی: Kyo Kii... Main Jhuth Nahin Bolta) فیلمی محصول سال ۲۰۰۱ و به کارگردانی دیوید داوان است. در این فیلم بازیگرانی همچون گوویندا، سوشمیتا سن، رمبها، انوپم کهیر، اشیش ویدیارتی، موهنیش باهل، ساتیش کایشیک، شاراد کاپور، کیران کومار، جایا باهاتچاریا ایفای نقش کرده‌اند.